# 刀劍尾魚
刀劍尾魚，為輻鰭魚綱鯉齒目鯉齒亞目花鳉科的其中一種，分布於中美洲墨西哥Soto La Marina河流域，體長可達4公分，棲息在流動緩慢的溪流、溝渠、水塘，屬肉食性，生活習性不明。

## 擴展閱讀
維基物種上的相關：刀劍尾魚